# 文治地震
文治地震（ぶんじじしん）は、元暦2年7月9日午刻（ユリウス暦1185年8月6日12時（正午）ごろ、先発グレゴリオ暦1185年8月13日）に日本で発生した大地震である。
地震は元暦年間に発生したが、この天変地異により翌月の8月14日に文治に改元されたことから、一般には、元暦ではなく文治を冠して呼ばれることが多い。この改元について『百錬抄』では「十四日甲子、有改元、依地震也、（地震による）」と記述しているが、異説もあり、『一代要記』には「八月十四日改元、依兵革也、」とあり兵革によるともされる。しかし中世の日本においては合戦や政変によるものより、地震や疫病流行など自然現象のもたらす災害による改元の方が多かった。
この地震に関する古記録は当時の都や政治の中心地であった京都や鎌倉における文書にほぼ限られており断片的な記録しか有しない歴史地震であるため、その震源域については諸説ある。

## 地震の記録
文治地震は壇ノ浦の戦いの約4ヶ月後に発生し、『平家物語』や『方丈記』にその記述が見られ、『平家物語』には「この度の地震は、これより後もあるべしとも覚えざりけり、平家の怨霊にて、世のうすべきよし申あへり、」と記されている。また『玉葉』、『醍醐雑事記』、『歴代皇紀』、『吉記』、『山槐記』、『百錬抄』、『園太暦』、『康富記』、『一代要記』、『愚管抄』など京都で記された記録が多く、『吾妻鏡』のように鎌倉で記された記録も存在するが、これも京都の状況を記載したものであった。
京都の震害が著しく、『醍醐雑事記』には白河辺りの諸御願寺や京中の殿屋などで九重塔や九輪などが大破した様子が記される。『吉記』には白河の法勝寺で金堂廻廓、鐘楼、阿弥陀堂および九重塔などが破損した被害が記述されている。その他、東寺では破損した鐘楼を文治3年（1187年）に修理した記録や『仁和寺御伝』による六条殿、一字金輪、於院御所の修理の記録がある。
『山槐記』によれば閑院の皇居が破損、近江湖（琵琶湖）の湖水が北流して湖岸が干上がり後日旧に復し、宇治橋が落下して渡っていた十余人が川に落ちて1人が溺死、また民家の倒壊が多く、門や築垣は東西面のものが特に倒壊し、南北面のものは頗る残ったという。法勝寺九重塔は倒壊には至らなかったものの、「垂木以上皆地に落ち、毎層柱扉連子相残らる」（『山槐記』）という大破状況であった。同書はその後の余震が続いたことを詳細に記録し、さらに、琵琶湖でも一時的に水位が下がったことなどを記す。
唐招提寺では千手観音の足柄墨書修理銘に文治元年7月の地動によって転倒したものを9月20日に修理したとあり、大和における被害とされる。『興福寺略年代記』にも「元暦二年七月九日、大地震、処々多顛倒」の記述がある。
比叡山では延暦寺根本中堂の輪灯が悉く消滅し、戒壇八足門、看衣堂、四面廻廊、中堂廻廊など諸建物が転倒するなどの被害が出た（『園太暦』）。
近江では大津の三井寺において金堂廻廊が転倒したことが『山槐記』に記され、田3町が地裂け淵になったという。遠国においても被害が発生し津波があったともいう。
この地震は美濃、伯耆、三河でも有感であったとされる。『山槐記』には「又自美濃伯耆等國來之輩曰、非殊之大動、」とある。

## 前震・余震
元暦2年6月20日夜子時（ユリウス暦1185年7月18日24時頃）にも大地震があり、翌日も3回、翌々日も揺れ続いたという。『玉葉』、『醍醐雑事記』などの記録にあり、鎌倉で記された『吾妻鏡』にも記録があることから京都および鎌倉の間で大地震が発生した可能性もあるが、各記録を総合すると『吾妻鏡』の編纂者は京都の地震記録を記載した可能性が高いとされる。
『山槐記』では7月の本震以降、9月末までの京都における余震の記録が日記形式で綴られ、翌7月10日および11日は数十度、12日は二十余度、その後も連日の様に数度の地震が記録されているが10月以降は記録が中断し記事を欠いている。特に8月12日申刻（ユリウス暦1185年9月7日16時頃）の余震は「其勢猛」と述べている。『玉葉』によれば、8月12日の余震によって少々の転倒があったという。

## 震源域
河角廣はMK = 5としてマグニチュード M = 7.4を与えていたが、これは京都、近江および大和付近など限られた被害記録しか考慮しておらず、また宇佐美(2003)も記録の存在する震害の中心である北緯35.0°、東経135.8°を一応の震央とするとしている。
記録が畿内付近のものにほぼ限られており、この地震の全体像が明らかでないため、震源域には琵琶湖西岸断層帯活動説、南海トラフ巨大地震説、その他諸説がある。

### 琵琶湖西岸断層帯説
琵琶湖西岸断層帯南部の堅田断層の調査から、炭素14-年代測定により断層の最終活動期が1060年から1260年の間にあることが示され、この間の顕著な被害地震記録として文治地震があることから本地震を琵琶湖西岸断層帯南部の活動による内陸地殻内地震とする説がある。その根拠となった調査は堅田断層付近においてジオスライサーやボーリング掘削により試料を採集し、含まれる木片や植物片中の放射性炭素を測定し年代を同定するものであった。その中である層（31a層と命名）を境に地質構造に大きな変化が認められ、その層を埋める形で別の湖沼生成粘土-シルト層（20層および21層）が堆積しており、これらの年代から1060年から1260年の間に大地震の地殻変動による離水があったと推定される。
堅田断層の最終活動による変異は3 - 5 mと推定され、一方で琵琶湖西岸断層帯北部はこの時期に活動した痕跡が認められず、また、地震活動は全長10km程度の堅田断層単独の活動とは考えにくく、少なくとも全長40km程度の琵琶湖西岸断層帯南部が活動したと考えるのが妥当とされる。
堅田断層に近接する苗鹿遺跡では古墳時代前期の住居跡が廃絶して埋没した後、地割れで引き裂かれており、その他、琵琶湖周辺の地震痕跡がある蛍谷遺跡や穴太遺跡は平安時代から江戸時代までに相当することから、この地震が堅田断層の活動による可能性があるとされる。
琵琶湖岸では塩津港、針江浜、烏丸崎、湯ノ部の各遺跡で噴砂痕が見出されており、これは大地震による液状化によるものでこれらの内、「起請文札」に記された年号から塩津港遺跡が1185年の地震活動で生じたと推定されるとしている。
『山槐記』の琵琶湖の水が北流して湖岸が干上がったとする記事は、この付近の地盤変動あるいは津波（セイシュ）の可能性が考えられ、琵琶湖そのものが断層活動による沈降で生じたものであるから、この地震が琵琶湖西岸断層帯南部の活動による可能性が高いとされる。

### 南海トラフ巨大地震説
南海トラフ巨大地震と推定されている1096年永長地震、1099年康和地震と1361年正平地震との間には260年以上の間隔があり、静岡市の上土遺跡の鎌倉時代の地割れや断層、和歌山県箕島の藤波遺跡の13世紀頃の液状化現象痕、那智勝浦町川関遺跡の12世紀後半頃の砂礫層、および大阪府堺市の石津太神社遺跡の砂脈がこの間に発生した南海トラフ巨大地震を示唆するものであるとされている。この間に京都、鎌倉の記録で「大地震」と記されたものは数多く存在するが、南海トラフ巨大地震の決定的根拠となる記録は見出されていない。
一方で『平家物語』にはこの地震の京都付近の被害の惨状に続いて「遠国近国もかくのごとし」とあり、「遠国」とは律令制のもと延喜式で規定されており、石見、隠岐、安芸、伊予、土佐以西、また相模以東、上野以北であり、地震の被害は畿内付近にとどまらず少なくともこれら何れかの遠国にも及ぶ巨大地震であったと推定される。また「山は崩れて河を埋み、海かたぶきて浜をひたし、巌われて谷にころび入り、洪水漲り来れば、をかにあがりてもなどか助からざるべき、」は津波による有様を描写したものであると推定している。
また『方丈記』にも「また、同じころかとよ、おびたゝしく大地震ふること侍りき。そのさまよのつねならず。山はくづれて河を埋み、海は傾きて陸をひたせり。土裂けて水湧き出で、巌割れて谷にまろび入る。なぎさ漕ぐ船は波にたゞよひ、道行く馬はあしの立ちどをまどはす。」と類似の記述があり、ここで云う「海」とは『平家物語』で「湖」や「水海」と表現されている琵琶湖ではなく、文治地震が内陸地震にとどまらない津波を伴った南海地震の可能性が指摘されるとしている。

### その他
富山県黒部市にある新治神社では、文治元年（1185年）の大津波により新治村が浚われて海に沈み、その後、より内陸部に新治村が再興されたと伝わる。
また、1586年天正地震のように本地震は越前や若狭を襲い、日本海側に津波をもたらした可能性も唱えられている。